# María de la Antigua
María de la Antigua, Sor María de la Antigua, (Cazalla de la Sierra, 1566 - Lora, 22 de septiembre de 1617)  fue una religiosa clarisa española, fundadora del convento de Santa Clara de la villa de Marchena, y autora de distintas obras de carácter religioso.

## Biografía
Nació en Cazalla de la Sierra, junto a la ermita de la Virgen del Puerto, y en el bautismo recibió el nombre de María. Años más tarde tomó el sobrenombre de la Antigua por el convento de Nuestra Señora de la Antigua de Utrera, en el que sus padres trabajaban para las madres dominicas.
Su vocación religiosa le llegó durante el tiempo que pasó en Sevilla, en casa del sobrino de la priora, donde estuvo desde los seis hasta los doce años, tras haber sufrido un accidente que dejó algunas llagas en su cabeza.
Con escasa formación, a los trece años entró en el antiguo convento de Santa Clara, hoy inexistente, de la ciudad de Marchena. Posteriormente, promovió la fundación del nuevo convento, que se estableció en el palacio de los duques de Arcos, y se puso bajo la advocación de la Purísima Concepción.
En Santa Clara era monja de velo blanco, es decir, al servicio de las otras monjas, las de velo negro. Entre otros trabajos, ejercía de cocinera, sobre lo que ella misma escribe en su obra.
En sus obras, aseguraba tener visiones de Dios y de santos que inspiraban su creación literaria.
Durante su vida religiosa se distinguió por vivir  humildemente y ser caritativa, manifestando siempre gran amor por la salvación de las almas. Murió con el deseo de ser mártir.
Destaca, entre sus escritos, el libro titulado Desengaños de religiosas y almas que tratan de virtud, publicado en Barcelona (1697) por Joseph Llopis.
Tras 37 años en el convento de Marchena, el 19 de junio de 1617, se cambió al convento de la Villa de Lora, pues según ella, Dios se lo ordenó en una visión.
Falleció el día 22 de septiembre de 1617 y fue enterrada en el Convento de la Concepción de Religiosas Descalzas de la Merced de la Villa de Lora, para ser trasladado su cuerpo años más tarde al convento de Marchena, una vez fue este reformado, como ella misma había profetizado.
La Iglesia católica le concedió el título de venerable.
Sus obras
- Vida exemplar, admirables virtudes y muerte prodigiosa de la V. Madre ... Soror Maria de la Antigua, donada ... de el Convento de Santa Clara del Orden de San Francisco en ... Marchena, y ... monja en el de la Mercenarias Descalças de la Villa de Lora ...: con los Romances y versos que ... compuso ... dicha V. Madre ... escrita por el Padre Fr. Andres de S. Agustin Cronista general de toda dicha Orden. [6]

- Desengaño de religiosos y de almas que tratan de virtud.[4]
- Ejercicios de la Pasión de Nuestro Señor Jesucristo. Las páginas de este libro muestran a Jesús, eterno y glorioso, revestido con el traje del sufrimiento, la paciencia y la entrega, y lo acerca a las personas de hoy para que podamos arrostrar las dificultades de la vida. Y, a imagen del amor de Cristo, afrontemos con alegría nuestro propio destino.[7]